# Lucas Correa
Lucas Alberto Belmonte Correa (Rosario, 3 febbraio 1984) è un ex calciatore argentino, di ruolo centrocampista.

## Carriera

### Club

#### L'esordio al Rosario Central e l'arrivo in Italia
Cresce nel Rosario Central, dove totalizza 4 presenze nella massima serie argentina; nel 2004 arriva in Italia passando al Penne.

#### Virtus Lanciano, l'approdo alla Lazio e i vari prestiti
Nel 2005 viene ceduto alla Virtus Lanciano, e nell'annata successiva viene notato ed acquisito dalla Lazio. Non riesce però ad imporsi in maglia biancoceleste, tant'è che viene girato in prestito alla Lucchese. Nelle stagioni successive sarà ceduto in prestito al Lanciano nel biennio 2005-2007 in C1, passa con la stessa formula al Gallipoli nel 2007-2008, sempre in C1. Nell'estate del 2008 alla Pro Patria, dove gioca la sua migliore stagione, diventando il perno della formazione allenata da Franco Lerda, con 27 presenze e 12 reti, alcune delle quali realizzate su calci di punizione. Nel 2009-2010 milita nel Taranto, per poi trasferirsi nel gennaio 2010, ancora in prestito al Ravenna, per poi tornare alla Lazio il 17 agosto.

#### Il passaggio al Varese
Non rientrando più nei piani della società, nel gennaio 2011 rescinde il contratto e si accorda con il Varese, con cui disputa il campionato di Serie B fino al termine della stagione.

#### Il trasferimento all'Avellino e il prestito al Bassano Virtus
Da svincolato si accasa all'Avellino che l'anno successivo lo gira al Bassano Virtus in Seconda Divisione.

#### Le esperienze con Casertana e Bisceglie
Nel 2013 il calciatore argentino si accasa alla Casertana, squadra campana di Seconda Divisione, dove rimane una stagione. Dopo esser rimasto per due anni in regime di svincolo, viene ingaggiato nel luglio 2016 dal Bisceglie.

#### L'approdo a Mantova
Il 9 agosto 2017 viene acquistato dal Mantova a titolo definitivo dalla formazione lombarda iscritta in Serie D dopo essere stata esclusa dalla Serie C.
Con la maglia virgiliana mette a segno 10 reti in 28 presenze diventando capocannoniere della rosa biancorossa e contribuendo alla conquista dei playoff che i mantovani perdono in semifinale contro l'Arzignano Chiampo.
Al termine della stagione non rinnova il contratto e rimane svincolato.

#### Tuttocuoio
Il 18 settembre 2018 viene ingaggiato dal Tuttocuoio, formazione toscana militante in Serie D.

### Nazionale
Ha partecipato con la maglia dell'Albiceleste al Mondiale Under 17 nel 2001, giocando assieme a giocatori del calibro di Carlos Tévez e Pablo Zabaleta e mettendosi in mostra segnando anche un goal nella fase a gruppi.